# 매영로
매영로(Maeyeong-ro)는 경기도 수원시 영통구 영통동 매탄사거리에서 수원시 영통구 매탄동 말티고개삼거리를 잇는도로이다.

## 주요 경유지
경기도
- 수원시 영통구 (매탄동 . 원천동 . 영통동)

## 노선
| 이름             | 접속 노선           | 소재지 | 소재지 | 소재지 | 비고 |
| ---------------- | ------------------- | ------ | ------ | ------ | ---- |
| 매탄사거리       | 동수원로            | 수원시 | 영통구 | 매탄동 |      |
| 매탄공원사거리   | 매탄로 매영로39번길 | 수원시 | 영통구 | 매탄동 |      |
| 산드레미사거리   | 동탄원천로          | 수원시 | 영통구 | 매탄동 |      |
| 산드레미교       |                     | 수원시 | 영통구 | 매탄동 |      |
| 큰우물사거리     | 삼성로              | 수원시 | 영통구 | 원천동 |      |
| 난방공사 교차로  | 영통로              | 수원시 | 영통구 | 영통동 |      |
| 영덕고삼거리     | 매영로310번길       | 수원시 | 영통구 | 영통동 |      |
| 영통역사거리     | 봉영로              | 수원시 | 영통구 | 영통동 |      |
| 영통번영길삼거리 | 청명남로            | 수원시 | 영통구 | 영통동 |      |
| 영일중삼거리     | 영일로              | 수원시 | 영통구 | 영통동 |      |
| 말티고개삼거리   | 청명로              | 수원시 | 영통구 | 영통동 |      |

## 주요 건물및 시설
- 농협 수원축협 하나로마트 (매영로 10/매탄동 810)
- CU 매탄공원점 (매영로 39/매탄동 198-92)
- 교촌치킨 매탄2호점 (매영로 53/매탄동 199-65)
- KT 골드텔레콤 매영로점 (매영로 58/매탄동 200-21)
- 산남중학교 (매영로 79/매탄동 1216)
- 원천초등학교 (매영로 103/매탄2동 1212)
- 기아자동차 오토큐 밀코 동수원서비스 (매영로 142/매탄동 296-4)
- 현대자동차 블루핸즈 영통중앙현대서비스 (매영로 261/영통동 59)
- 영통119안전센터 (매영로 325/영통동 961-10)
- 영덕고등학교 (매영로 334/영통동 965-3)
- 노브랜드 수원영통점 (매영로 390/영통동 989-7)
- 영일중학교 (매영로 393/영통동 1004)